# Brouter
Bridge Router lub brouter – urządzenie sieciowe, które działa jednocześnie jako most (ang. bridge) i jako router. Brouter routuje pakiety znanych protokołów i przekazuje (ang. forward) pakiety wszystkich innych protokołów, tak jak robi to most. 
Broutery działają w warstwach: sieciowej dla protokołów routowalnych (ang. routable, routed protocols) i łącza danych dla protokołów nieroutowalnych (ang. non-routable protocols).